# Atocha (Madrid)
Pour les articles homonymes, voir Atocha.
Le quartier d'Atocha est un quartier administratif de Madrid situé dans le district d'Arganzuela.
La gare d'Atocha et la gare routière sud sont situés dans le quartier.
Quartier d'origine éminemment industrielle, les abords de la gare formaient autrefois un pandémonium de voies ferrées, d'ateliers, d'entrepôts et de bâtiments industriels.
D'une superficie de 77,5561 hectares, il accueille 1 189 habitants (Octobre 2019).